# Eueremaeus foveolatus
Eueremaeus foveolatus är en kvalsterart som först beskrevs av Hammer 1952.  Eueremaeus foveolatus ingår i släktet Eueremaeus och familjen Eremaeidae. Inga underarter finns listade i Catalogue of Life.